# Hamelen
Hamelen (Duits: Hameln) is een stad in de Duitse deelstaat Nedersaksen. Hamelen ligt aan de rivier de Wezer (Weser) vlak bij het Weserbergland en telt 57.276 inwoners. Hamelen is de Kreisstadt van het Landkreis Hamelen-Pyrmont en is een große selbständige Stadt.

## Geschiedenis

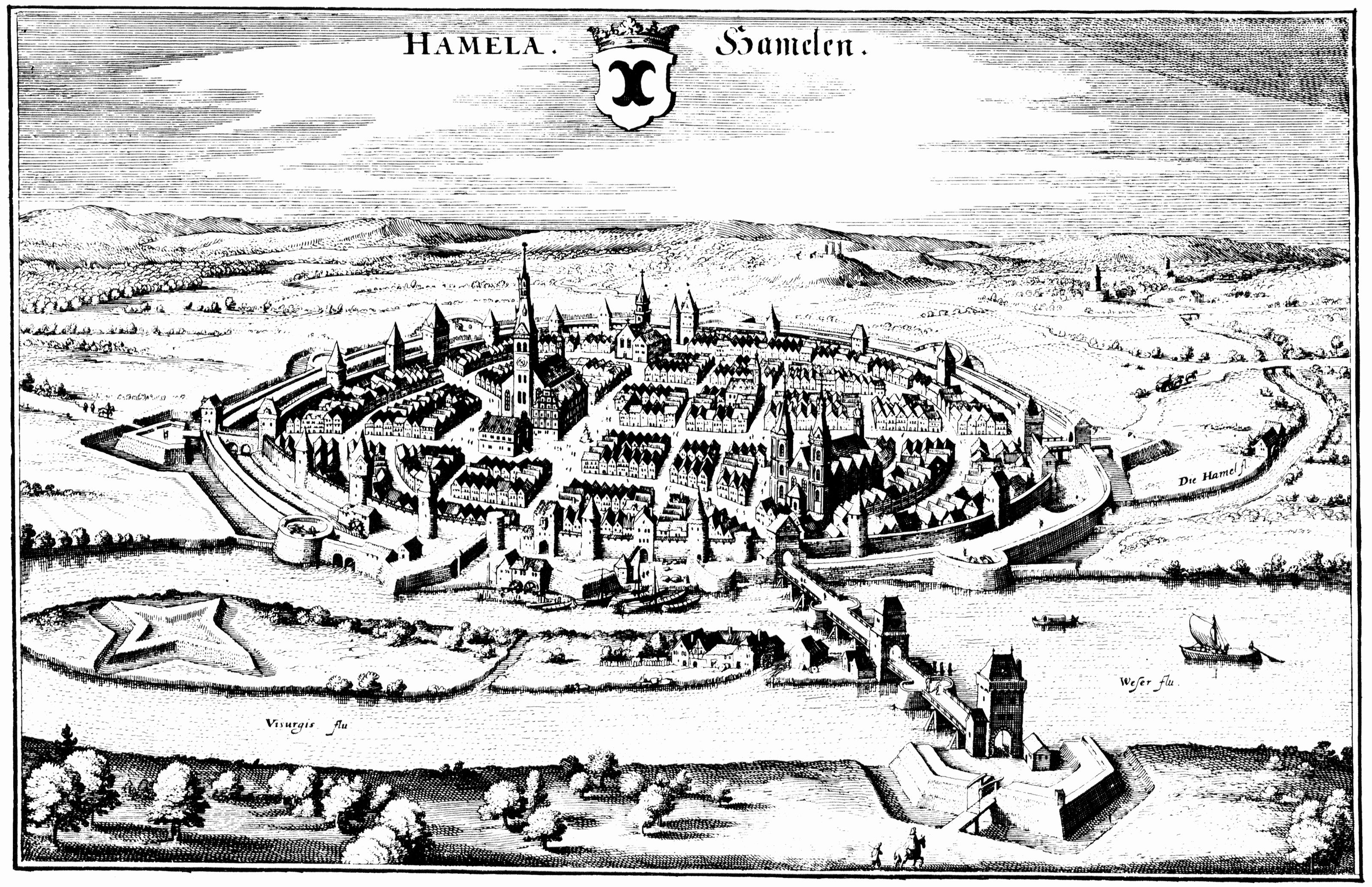
Hamelen, Matthäus Merian, 1640
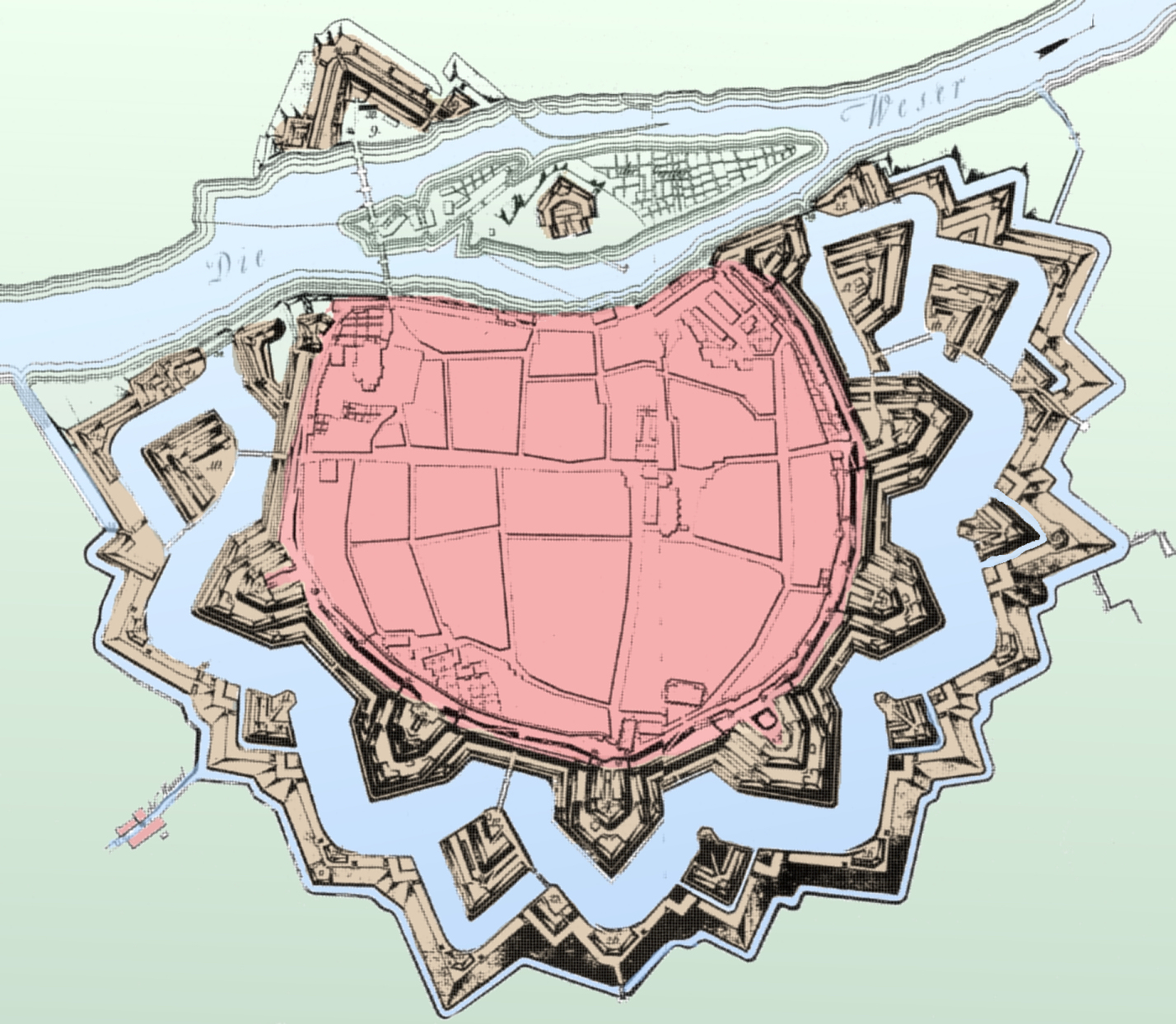
Vesting Hamelen anno 1777 (het westen is boven)

De eerste sporen van een nederzetting in het huidige stedelijke gebied van Hamelen gaan terug tot het stenen tijdperk. Het is niet duidelijk vanaf wanneer de eerste dorpsstructuren zich ontwikkelden tot die van de oude binnenstad van vandaag. Rond het jaar 790 werd de toen ongeveer 50-jarige Benedictijnse monnik Erkanbert uit het klooster Fulda als bisschop genoemd voor het nieuw veroverde missiegebied tussen de Oberweser en Leine. Als werkplek koos hij eerst het Romanus-klooster in Hamelen, voordat hij in 803/804 naar het bisdom naar Minden verhuisde. Erkanbert was de broer van de toenmalige abt Baugulf van Fulda. In het jaar 802 of 812 bouwden de Saksische graaf Bernhard en zijn vrouw Christina hun eigen kerk in Tilithigau op hun landgoed in Hamelen. In het jaar 826 stierven beiden kinderloos, de bezittingen werden overgedragen aan de keizerlijke abdij van Fulda. In het jaar 851 werd een nieuwe abdij opgericht bij de gunstig gelegen overgang van de Wezer. Dit werd een Benedictijner klooster. In de oudste documenten wordt de plaats als "Hamela" of "Hameloa" vermeld.

### Vestingstad Hamelen (1200-1664)
In 1200 ontving Hamelen stadsrechten. Het vestingwerk van de stad Hamelen werd waarschijnlijk in de 13e eeuw gebouwd als een omringende, ongeveer 9 meter hoge stadsmuur met muurtorens en stadspoorten om haar te beschermen tegen aanvallen. In 1426 werd Hamelen een Hanzestad, wat het tot 1572 bleef. In 1540 werd de Reformatie geïntroduceerd. Burgemeester en gemeenteraad ondertekenden in 1580 de Lutherse formule van 1577 formula concordiae.
In de 16e eeuw kende Hamelen, intussen behorend tot het Vorstendom Calenberg, een economische bloeiperiode, die doorging tot het begin van de Dertigjarige Oorlog. In de competitie tussen de rijke kooplieden en de landadel werden in deze periode de prachtige gebouwen van de Wezerrenaissance opgericht, die nog steeds het stadsbeeld in de oude stad sieren.
In de loop van de Dertigjarige Oorlog had de stad in mei 1625 aanvankelijk alleen een kleine bezetting van koning Christian IV van Denemarken, die door de protestants gezinde regionale adel tot krijgsheer was gekozen. Terwijl de situatie tegen de katholieke coalitietroepen escaleerde, verbleef Christian op 14 juli 1625 zelf in Hamelen. Een week later echter, kreeg hij een rij-ongeluk, en vluchtte hij met al zijn troepen de stad uit. Al op 2 augustus volgde de keizerlijke generaal Tilly, nadat hij een verklaring van overgave met de gemeenteraad was overeengekomen. De keizerlijke bezetting van Hamelen duurde tot 1633, toen hertog George van Brunswijk-Calenberg en Zweedse troepen de stad belegerden. Na de nederlaag van een keizerlijk hulpleger in de Slag bij Oldendorf capituleerde de keizer in Hamelen op 3 juli / 13 juli 1633 voor de hertog.

### Uitbreiding (1664-1805)

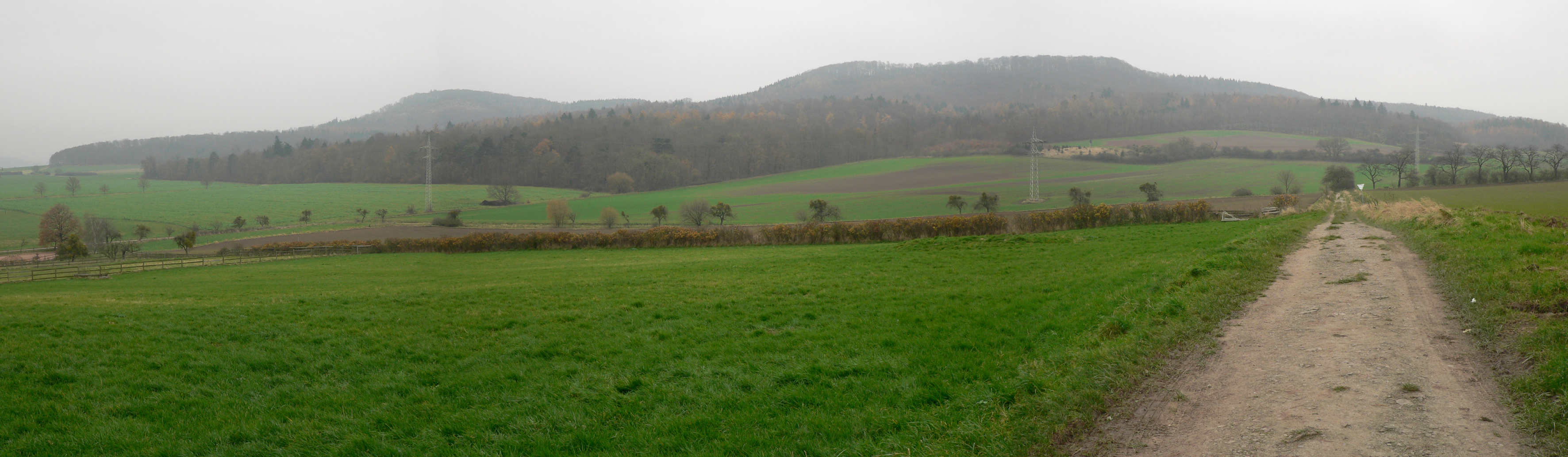
De heuvelrug Schecken bij Hastenbeck, strijdtoneel van de slag van juli 1757

In het jaar 1664 begon de uitbreiding van de stad, nu een zuidwestelijke grensplaats in het Keurvorstendom Brunswijk-Lüneburg. Tussen 1664 en 1668 werd de stad omringd door stervormige bastions. De eerste fase van het fort Hamelen werd voltooid in 1684. In 1690 werden vluchtelingen uit Frankrijk (hugenoten) opgenomen met hertogelijk privilege. In 1734 werd de eerste door de staat gebouwde Wezer-sluis in gebruik genomen op de waard bij Hamelen, waardoor de schippers het beruchte "Hameln-gat" konden overwinnen.
Na de dood van koning George II van Groot-Brittannië-Hannover in 1760  tijdens de Zevenjarige Oorlog (1756-1763) werd onder zijn opvolger koning George III het fort Hamelen versterkt door de vestingwerken op de Klüt. Tijdens deze oorlog had op grondgebied van de huidige gemeente Hamelen op 26 juli 1757 de Slag bij Hastenbeck plaatsgevonden, waarbij het dorp van die naam geheel was verwoest.  Fort I (Fort George) werd gebouwd van 1760 tot 1763 op de berg Klüt. Van 1774 tot 1784 werden hier nog twee forten aangelegd: fort II (fort Wilhelm) en fort III. Hamelen werd het onneembare Gibraltar van het noorden, het sterkste fort van het toenmalige keurvorstendom van Hannover. Tijdens het Napoleontische tijdperk, onder wisselende Franse en Pruisische bezettingen werd in de jaren tot 1806 gebouwd aan Fort IV (Fort Luise), aan de voet van de heuvel Klüt.

### 19e eeuw
Na de Slag bij Jena capituleerde Hamelen op 20 november 1806 onder generaal Le Coq, ondanks een numerieke overmacht, bijna zonder slag of stoot voor de Fransen van generaal Savary. Napoleon liet in 1808  de vestingwerken slopen. Dit schiep de voorwaarden voor een verdere uitbreiding van de stad. Van de stenen van het voormalige Fort George werd in 1843 aanvankelijk een observatietoren, Georgenturm genaamd, gebouwd (in 1887 verhoogd), die sindsdien als uitzichttoren onder de naam Klütturm een populaire bestemming voor uitstapjes is. Na het Wener Congres van 1815 kwam Hamelen te liggen in het Koninkrijk Hannover.
In 1866 werd Hamelen Pruisisch na 700 jaar soevereiniteit van de Welfen. Sinds 1885 is de stad de zetel van het districtsbestuur van het district Hamelen (vanaf 1922 district Hamelen-Pyrmont.
In 1872 werd de spoorlijn Hannover-Altenbeken geopend door de spoorwegmaatschappij Hannover-Altenbekener, in 1875 werd de spoorverbinding met Hildesheim en Löhne (Weserbahn) toegevoegd. Tussen 1889 en 1897 werd het spoor Hamelen-Lage (Begatalbahn) gebouwd met de Weserbrug en de Klüttunnel.

### Eerste Wereldoorlog
Op 1 april 1897 werd het 4e Hannoverse Infanterieregiment (No. 164) met twee bataljons opgericht in Hamelen. In 1902 kwam er een machinegeweerafdeling bij, en in 1913 werd het IIIe Bataljon uit Holzminden toegevoegd. Het regiment nam in augustus 1914 deel aan de Eerste Wereldoorlog in België en Frankrijk. 2423 soldaten van het regiment vielen in de periode tot 1918. Op 23 augustus 1925 werd een gedenkteken voor de gevallenen van het regiment ingewijd aan de  straat 164er Ring.
Tijdens de Eerste Wereldoorlog was er een kamp voor ongeveer 10.000 krijgsgevangenen gehuisvest in Hamelen.

### Auto-industrie vanaf 1907
In 1907 werd de Noord-Duitse automobielfabriek (N.A.W.) opgericht door Hans Hartmann in het industriegebied ten zuiden van het station. In 1908 begon de fabriek met de productie van de personenauto van de lagere middenklasse Colibri. Vanaf 1911 kwam het model Sperber, dat werd geëxporteerd naar verschillende landen; inclusief Rusland, de Baltische en Scandinavische staten, Oostenrijk, Groot-Brittannië en overzee naar Zuid-Afrika en Nieuw-Zeeland.
In de Eerste Wereldoorlog stagneerde de productie en werden alleen militaire vrachtwagens geproduceerd. In 1917 nam het bedrijf Selve uit het Sauerland de NAW over, maar stopte in 1929 met de productie als gevolg van de Grote Depressie. Aan het begin van het nationaalsocialistische tijdperk werd de fabriek gereactiveerd en voortgezet als Deutsche Automobilwerke  (DAWAG) en zetelde lange tijd in Tündern, gemeente Hamelen. De ontwerper Robert Mederer ontwierp een auto met een nieuwe motor. Het voertuig zou 2300 Reichsmark moeten kosten, wat te duur was. In Wolfsburg konden de Volkswagen-fabrieken  de KdF-Wagen (Volkswagen Kever) voor slechts RM 990 per stuk leveren. Dit betekende het einde van de auto-industrie te Hamelen.

### Vanaf 1933
In de nazi-tijd was de gevangenis van Hamelen berucht. De instelling, waar Joden, communisten, homoseksuelen en krijgsgevangenen hebben moeten verblijven, had vanaf 1935 de status van tuchthuis, wat inhield dat de gevangenen overdag dwangarbeid moesten verrichten. Er zijn door martelingen gedurende de Tweede Wereldoorlog circa 300 gevangenen in Hamelen omgekomen.
Hamelen was van 1933 tot en met 1937 de stad, waar de nazi's naar toe reisden om in de naburige gemeente Emmerthal, en wel bij Hagenohsen, de Buckeberg te bezoeken, waar jaarlijks op de eerste zondag na 29 september een grootscheepse, goed voorbereide en geplande, nazi-manifestatie plaats vond, het Reichserntedankfest (Rijksoogstdankfeest). Daarbij waren Adolf Hitler, Josef Goebbels en Heinrich Himmler vaak persoonlijk aanwezig. De bevolking van Hamelen moest bij deze gelegenheid de stad uitbundig versieren.
De, met de (op de Kristallnacht in november 1938 gepleegde) verbranding van de synagoge van Hamelen begonnen, jodenvervolging kostte alle 101 joden uit Hamelen het leven in de vernietigingskampen.
Tijdens de Tweede Wereldoorlog werd de stad wel gebombardeerd, met name op 14 maart 1945, toen circa 200 doden te betreuren waren, maar een tamelijk groot deel van de stad kwam er ongeschonden uit. Wel liep de stad nog zware schade op tijdens gevechten aan het einde van de oorlog (5 tot 7 april). Eind 1945 richtten de geallieerde bezettingsautoriteiten de gevangenis van Hamelen in als locatie voor het executeren van ter dood veroordeelde oorlogsmisdadigers, onder wie enige zeer beruchte. In totaal zijn 201 executies verricht, waaronder 156 van oorlogsmisdadigers. Dit leverde later nog problemen op met neo-nazi's, die het kerkhof, waar de geëxecuteerden waren begraven, als "bedevaartsoord" gebruikten, wat enkele keren tot ongeregeldheden leidde. De desbetreffende graven zijn in 1986 geruimd. Het bevolkingsaantal steeg al snel van nog geen 30.000 voor de oorlog tot bijna 50.000 in 1950. Vele verdrevenen uit onder meer Silezië hadden zich hier gevestigd. Na 1960 begon een  programma van binnenstadsherstel, om te voorkomen dat monumentale gebouwen door verval voorgoed verloren zouden gaan.

## Cultuur, toerisme, recreatie, bezienswaardigheden

### Muziek, toneel e.d.
De stad beschikt over een in 1953 gebouwde schouwburg (Theater Hameln) met 658 zitplaatsen.
Hamelen bezit daarnaast drie multifunctionele hallen voor uiteenlopende evenementen, variërend van sportwedstrijden, dansfestijnen, concerten, opera- en musicalvoorstellingen, theatervoorstellingen tot congressen en symposia. Dit zijn de Rattenfänger-Halle, het kleinere Kultur- und Kommunikationszentrum Sumpfblume aan de Wezer,  en het Weserbergland-Zentrum.

### Musea, bezienswaardige gebouwen
- Munsterkerk Sint-Bonifatius
- Marktkerk
- Het centrum van de stad is rijk aan fraaie stenen huizen, waaronder het Rattenvangershuis[9], gebouwd in de stijl van de Wezerrenaissance. Ook staan er nog oude vakwerkhuizen. Zie onder: Afbeeldingen.
- In het oude Stiftsherrenhaus en het ernaast staande Leist-Haus is het Museum Hameln gevestigd. Zwaartepunten van de collectie van dit museum zijn de geschiedenis van de stad en omstreken en de geschiedenis van de sage van de Rattenvanger.

#### Rattenvanger van Hamelen
Hamelen is beroemd geworden door de sage van de rattenvanger van Hamelen. In deze sage worden de kinderen van de stad ontvoerd door een fluitspelende rattenvanger. Zijn eerste bezoek aan de stad zou op 26 juni 1284 zijn geweest. In de promotie voor het toerisme is het verhaal een belangrijk element, terwijl ook een gebouw, het Rattenfängerhaus, en diverse monumenten aan hem herinneren. Regelmatig wordt voor toeristen in de open lucht een theaterstuk of een korte musical met dit thema uitgevoerd.

## Stadsdelen en -wijken; bevolkingscijfer[10]
- Kernstadt Hameln (35.914 inwoners):
  - Nord
  - Süd
  - West/Klütviertel
  - Ost/Basberg
  - Mitte
  - Altstadt
  - Wehl (NNW)
- Afferde (5.051; O)
- Hastenbeck (1.481; ZO)
- Halvestorf (1.025; W):
  - Halvestorf-dorp
  - Bannensiek
  - Weidehohl
  - Hope
- Haverbeck (738; W)
- Hilligsfeld  (ONO), onderverdeeld in Groß (785) en  Klein Hilligsfeld (136)
- Sünteltal: 
  - Holtensen (1.087; N)
  - Unsen (462; NNO)
  - Welliehausen (366; NNO)
- Klein Berkel[11]:
  - Klein Berkel zelf (4.785; ZZW)
  - Wangelist (2.988; ZW)
- Tündern (2.608; ZZO)
- Wehrbergen (424; NW)
- Rohrsen (1.797; ONO)

Het aantal inwoners is tussen haakjes vermeld, evenals de ligging van het desbetreffende stadsdeel ten opzichte  van het stadscentrum (NO is bijvoorbeeld ten noordoosten van het centrum).
Totale bevolking van de gehele gemeente, volgens haar website: 59.647 personen. Exclusief 689 mensen, die alleen een tweede woning in de gemeente hebben. Peildatum: 31 december 2018.
De volgende stadsdelen liggen op de westelijke (stroomafwaarts varend, linker) oever van de Wezer: West/Klütviertel; Halvestorf; Haverbeck; Klein Berkel en Wangelist. De andere stadsdelen liggen op de oostelijke, rechteroever.
Rohrsen werd in 1923 bij de stad Hamelen gevoegd. De andere omliggende stadsdelen van Hamelen waren tot aan de gemeentelijke hervorming van 1 januari 1973 zelfstandige gemeentes.

### Bevolkingscijfers, religie-statistiek
Ultimo 2020 had Hamelen 57.434 inwoners, van wie 39,5 % evangelisch-luthers, 10,9 % rooms-katholiek en 49,6 % aanhangers van  andere godsdiensten en religieuze groeperingen, dan wel atheïsten.

## Ligging, infrastructuur

### Naburige steden
- Hannover 47 km NO
- Minden 44 km N
- Nienburg/Weser 86 km NW
- Herford 59 km W
- Hildesheim 50 km O
- Höxter 53 km Z
- Bad Pyrmont 23 km ZW
- Alfeld (Leine) 41 km ZO

Afstanden afgerond, gerekend als rijroute over de weg, van stadscentrum tot stadscentrum.

### Wegverkeer
Drie hoofdverkeersaders lopen door de gemeente Hamelen:
- de Bundesstraße 1, vanuit het zuidwesten (Paderborn) naar het noordoosten (Hildesheim)
- de Bundesstraße 83, langs de Wezer, vanuit Höxter in het zuiden naar Porta Westfalica in het west-noordwesten
- de Bundesstraße 217, vanuit Hamelen richting Hannover.

De dichtstbijzijnde autosnelweg is de Autobahn A2: vanuit Hamelen over de B 83 naar Hessisch Oldendorf (13 km), en van daar 9 km over een binnenweg naar de afrit nr. 36 bij Rehren, gemeente Auetal.

### Openbaar vervoer

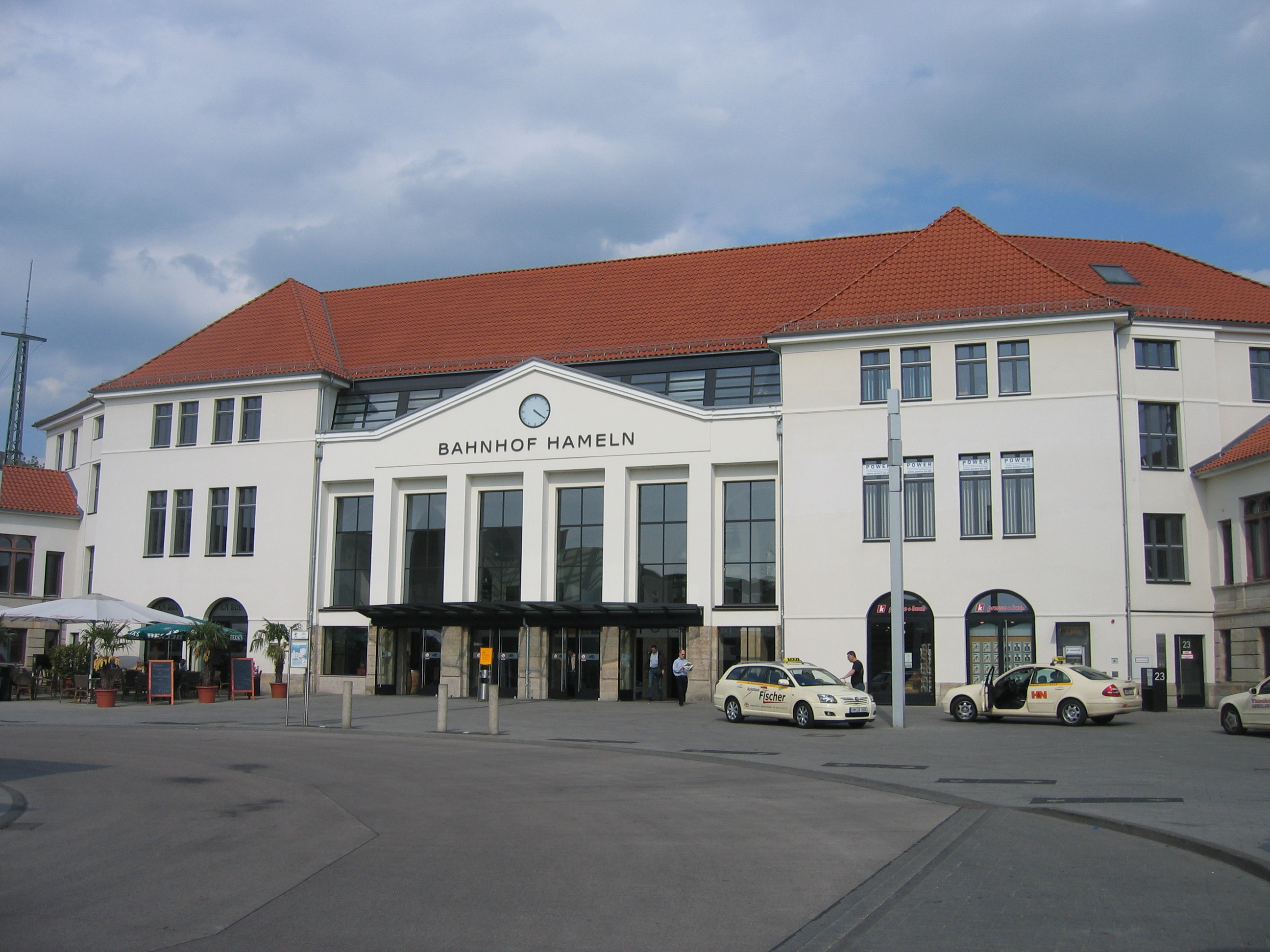
Station

Hamelen heeft sedert 1872 een station, dat wordt aangedaan door twee lijnen, de spoorlijn Hannover - Soest en de spoorlijn Elze - Löhne. Deze laatste geeft in Elze aansluiting naar Hannover en Kassel, en in Löhne naar Osnabrück. De spoorlijn naar Bielefeld via de berg Klüt is in 1980 opgeheven. 
De maatschappij Öffentlicher Nahverkehr in Hameln-Pyrmont (Die Öffis) verzorgt het busvervoer met een groot aantal stads- en streekbuslijnen.

### Waterwegen
Hamelen ligt aan weerszijden van het Oberweser genaamde deel van de Wezer, in het Wezergebergte. Te Hamelen ligt een stuw in de Wezer. De rivier is voor de beroepsscheepvaart niet bevaarbaar; wel varen er riviercruiseschepen en rondvaartboten op de Wezer. Zijriviertjes van de Wezer, die bij Hamelen hierin uitmonden, zijn de Humme, stroomafwaarts varend gezien links, en de Hamel rechts.

## Economie

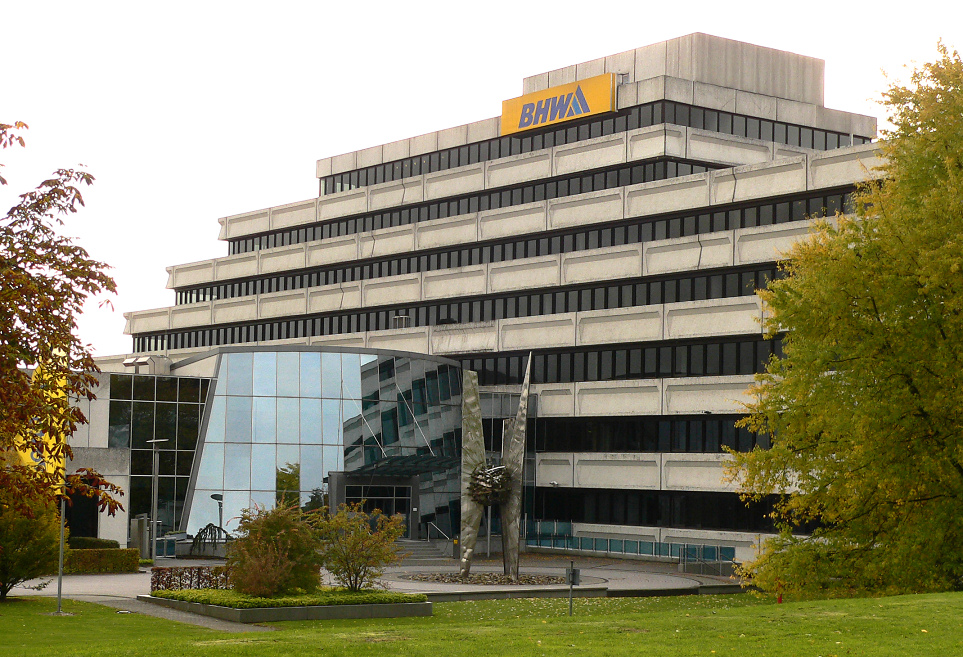
Kantoor BHW
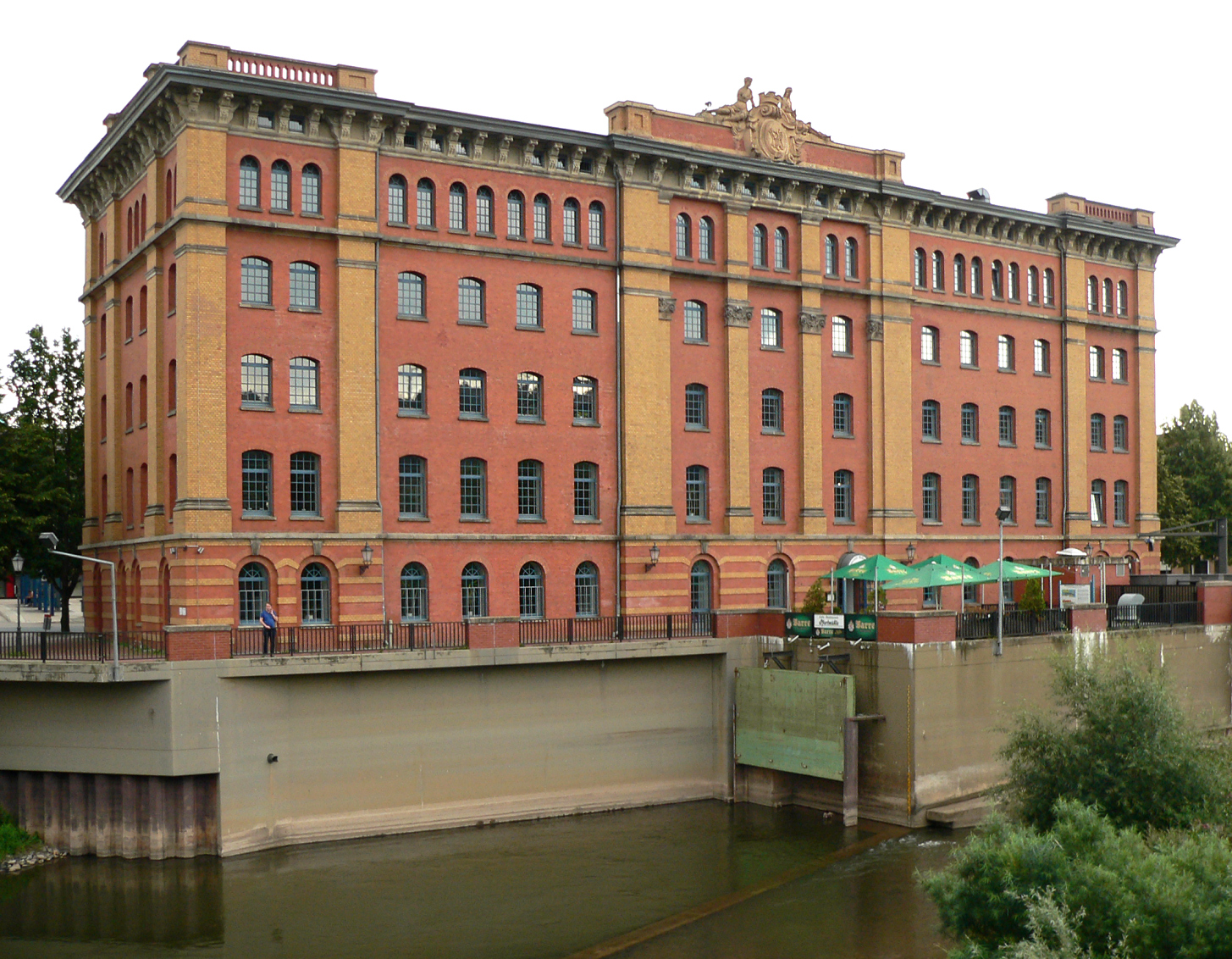
Voormalig gemaal Pfortmühle (stedelijke bibliotheek)

De gemeente Hamelen bestaat vooral van de dienstverlenende sector en het toerisme. De stedelijke en regionale overheden, en de zorginstellingen, waarvan het Sana-Klinikum (een ziekenhuis met ruim 400 bedden)  en de Paritätische Lebenshilfe  de  twee belangrijkste zijn, zijn de belangrijkste werkgevers.
De belangrijkste private werkgeefster van Hamelen was in 2018 het financiële concern Postbank Gruppe, met ruim 2.100 arbeidsplaatsen. Dit was vroeger de BHW Bausparkasse. Het is een dochteronderneming van Deutsche Bank.
De stad heeft een technische hogeschool, waar men ook economie kan studeren (Hochschule Weserbergland). Hamelen heeft daarnaast een Arbeitsgericht (rechtbank voor arbeidsgeschillen) en een Amtsgericht. In stadsdeel Tündern staat een grote jeugdgevangenis.
In de stad zijn een aantal middelgrote industriële, logistieke en handelsbedrijven gevestigd, met elk tussen de 200 en 600 werknemers. Daaronder is een vestiging van Siegfried Holding, een Zwitserse medicijnenfabriek, en een vestiging van de Volvo- autofabrieken (productie van wegwalsen en soortgelijke auto's voor de wegenbouw), een fabriek van scheepsmotoren (400 man personeel). Een iets kleinere fabriek produceert snacks onder het merk XOX.
Een voormalige binnenhaven aan de Wezer ten zuiden van het centrum is tot vooral een algemeen industrie- en bedrijventerrein ontwikkeld. Van twee zeer grote, ten minste reeds sinds 1500 bestaande,  watermolens, die in de 19e eeuw tot industriële gemalen werden uitgebouwd, is er van één het gebouw als industrieel erfgoed gespaard en tot stadsbibliotheek verbouwd.

### Sport en recreatie
Dicht bij de stad ligt de berg Klüt, een geliefd doel voor daguitstapjes met veel recreatie- en sportfaciliteiten. Op de Wezer wordt veel aan roeien gedaan. 
Hamelen is een kruispunt van Europese wandelroutes. De E1 loopt van Scandinavië naar Italië. De E11 loopt van Den Haag naar Tallinn in Estland. Ter plaatse is de route naar Porta Westfalica ook bekend als Wesergebirgsweg, in de richting van de Harz als Harz-Niederlände-Weg.
Het kuuroord Bad Pyrmont ligt op minder dan 20 km van Hamelen verwijderd.

## Afbeeldingen

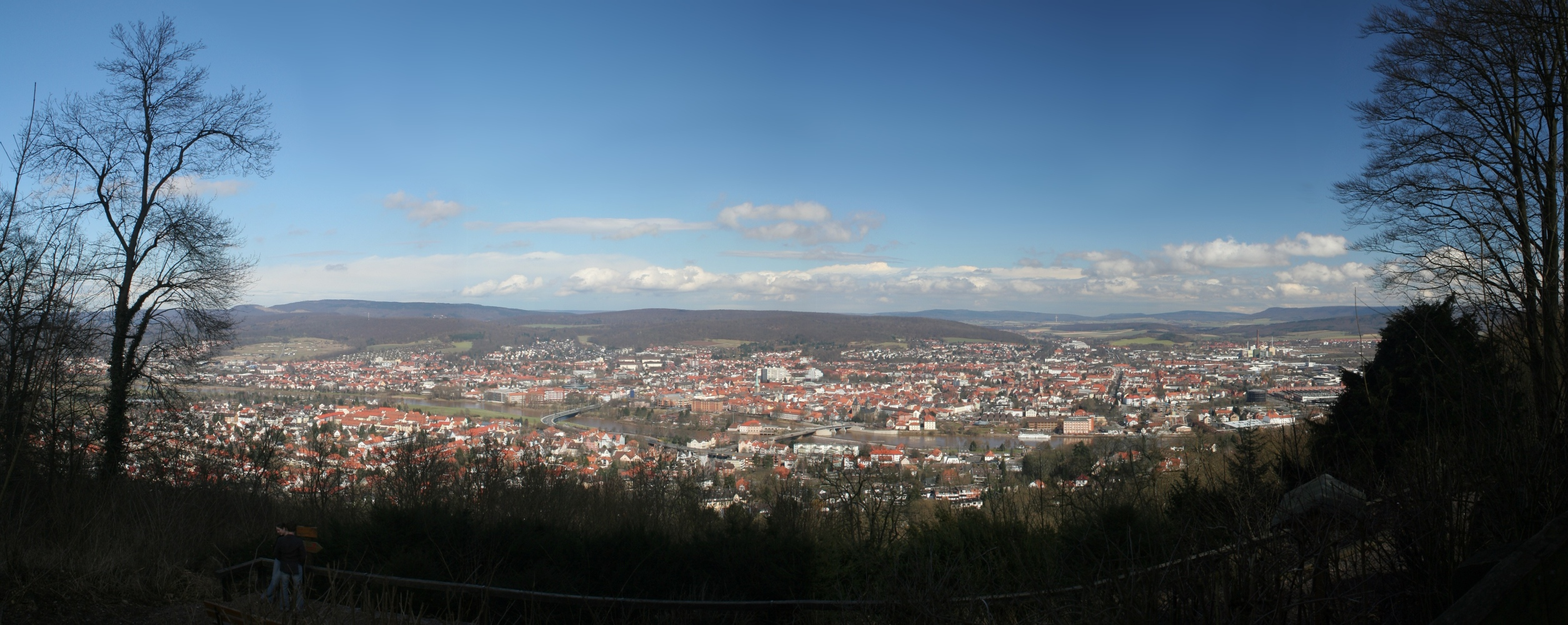
Gezicht op Hamelen vanaf de 258 m hoge Klüt
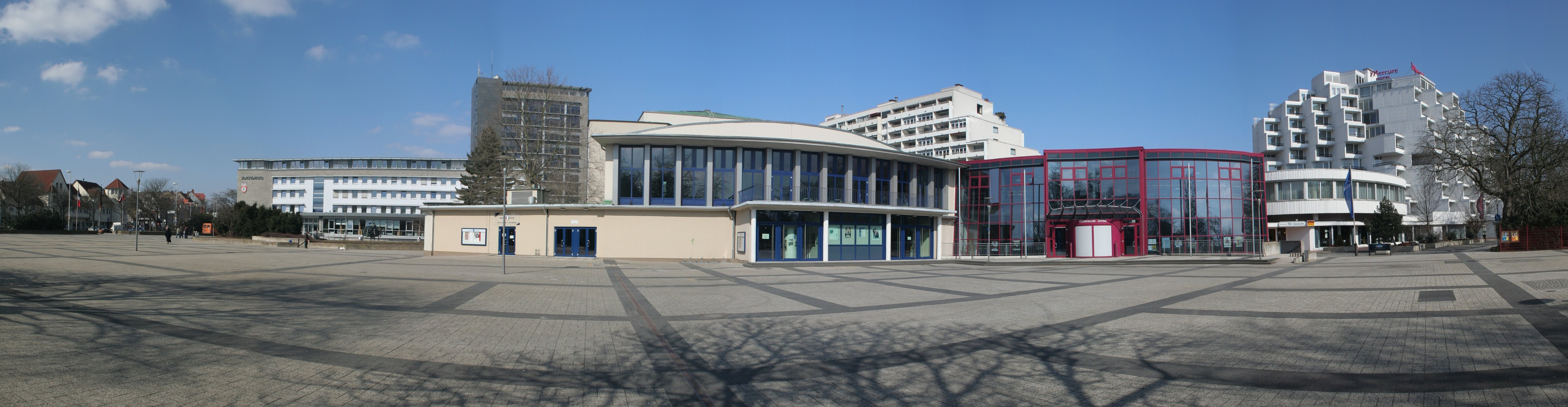
Stadhuisplein met schouwburg
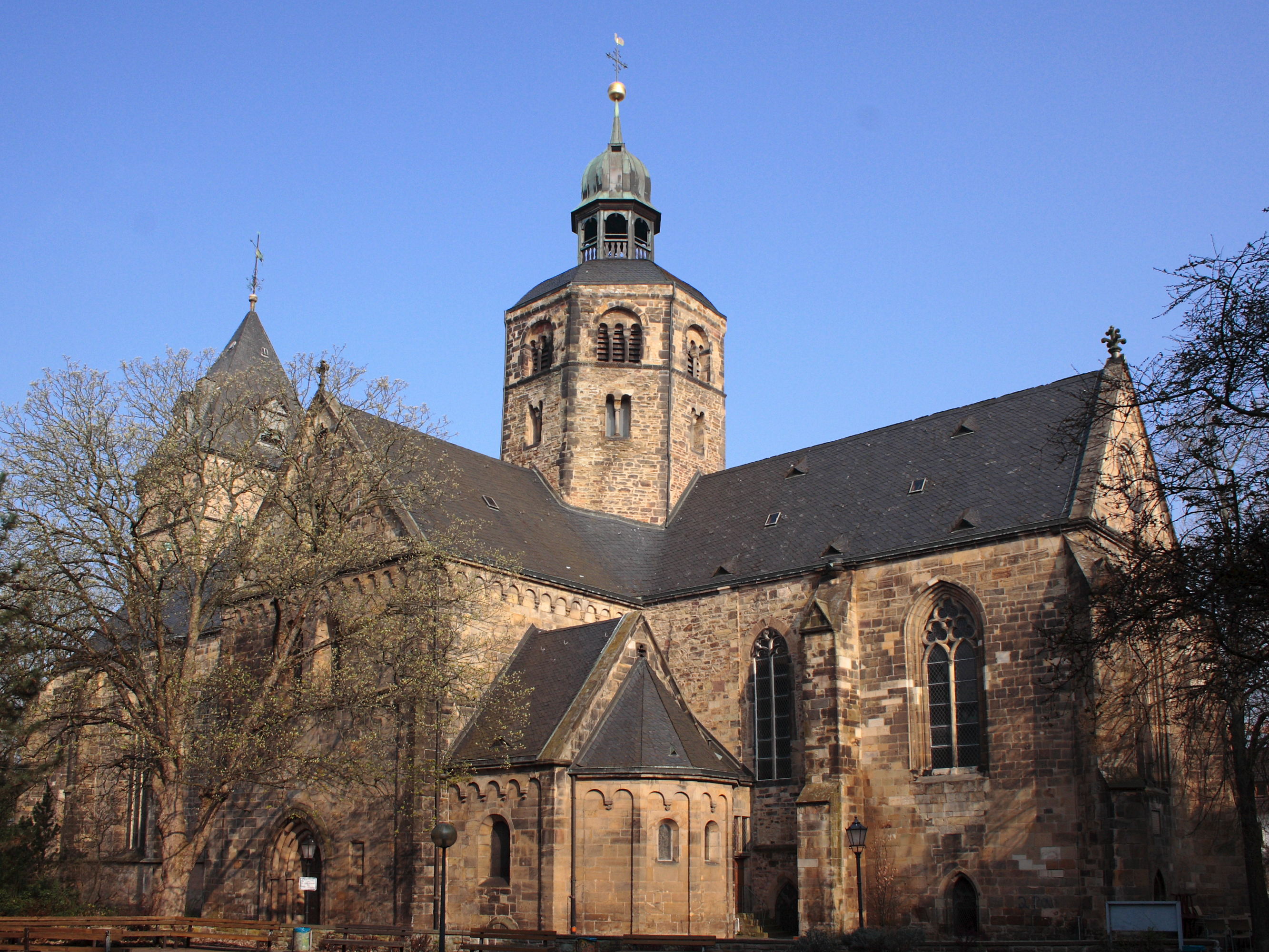
Evang.-lutherse St. Bonifatius- of Munsterkerk
St. Nicolaas- of Marktkerk met daarnaast het Bruiloftshuis (Hochzeitshaus)
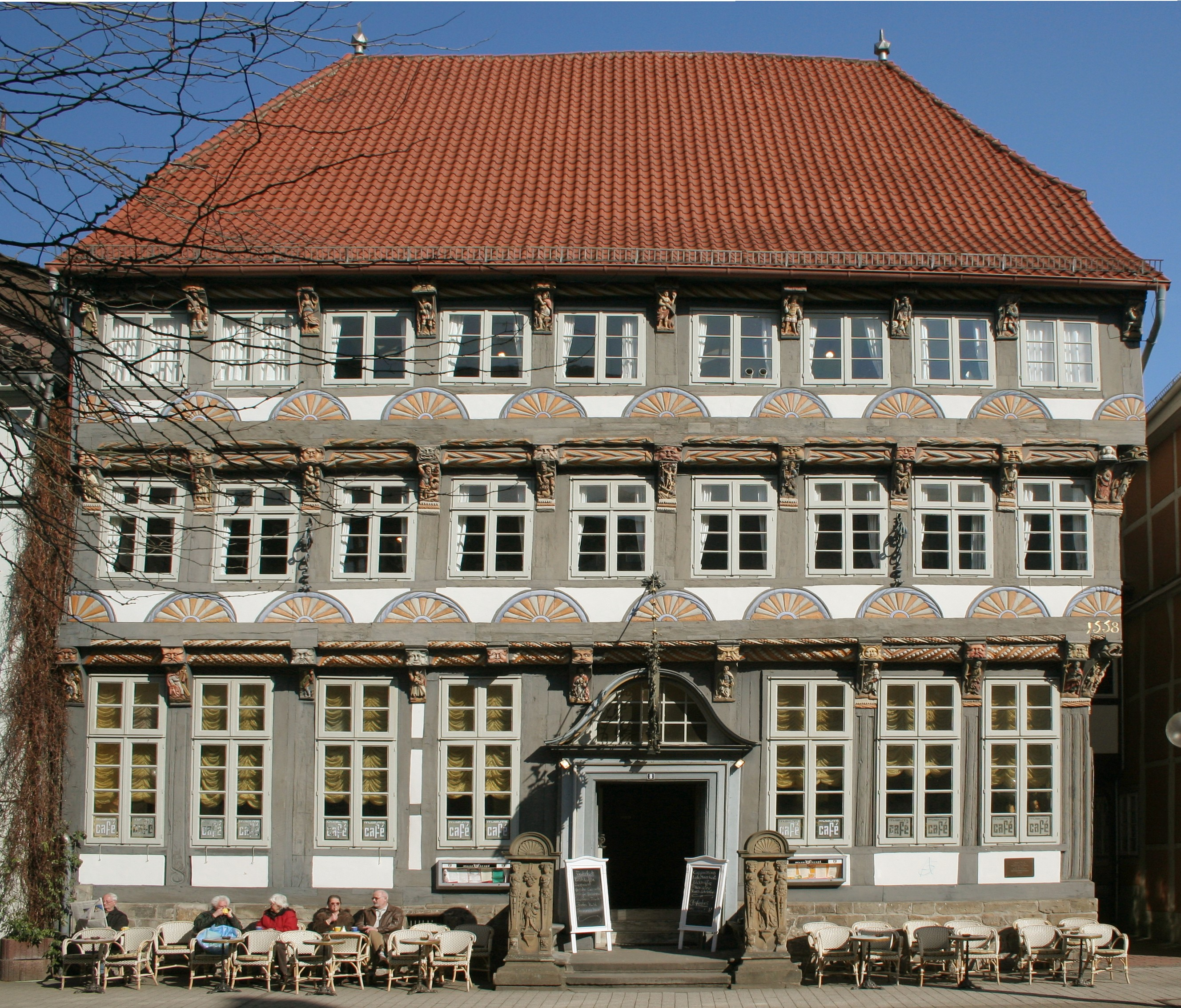
Stiftsherrenhaus (1558)
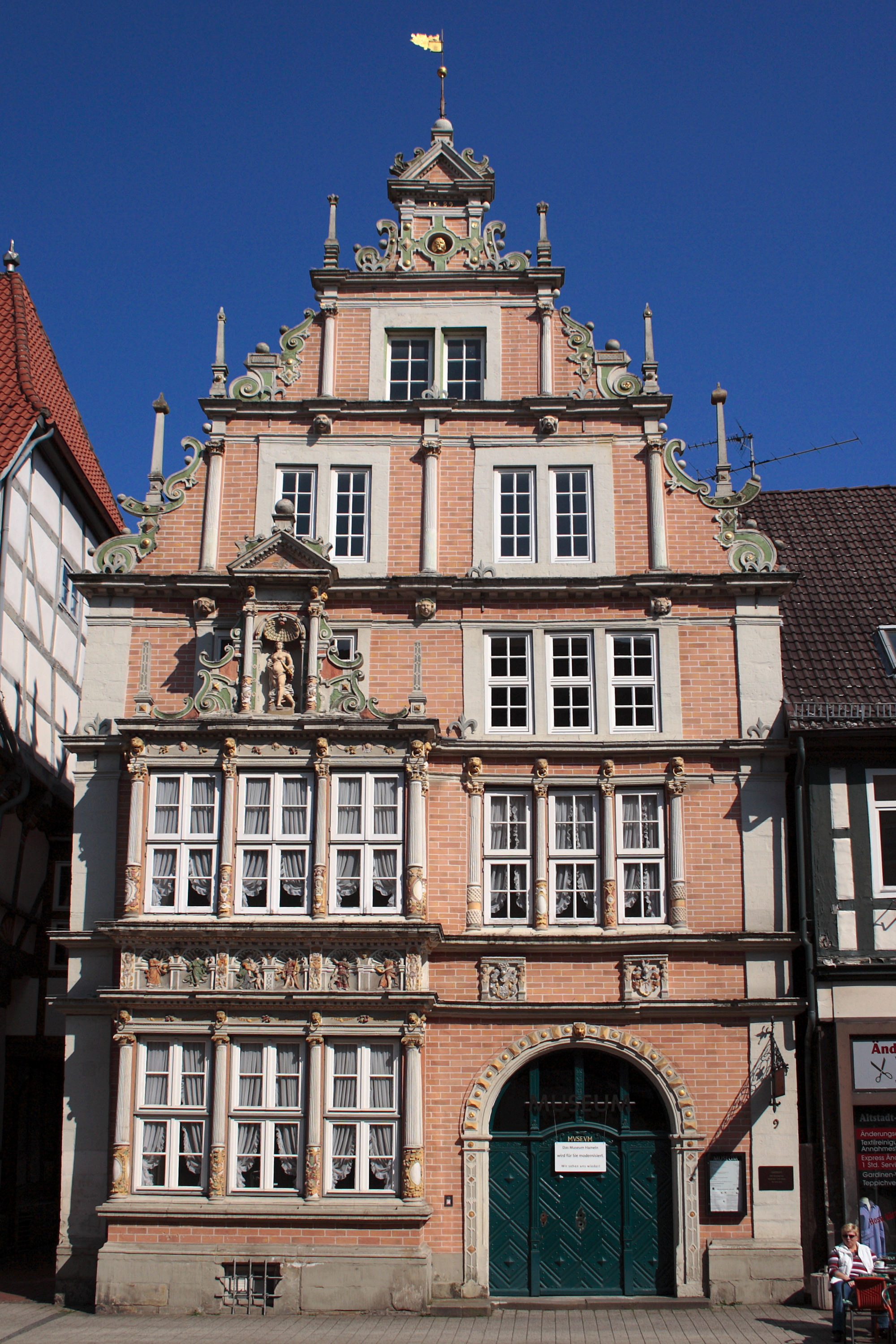
Leist-Haus (1585–1589)
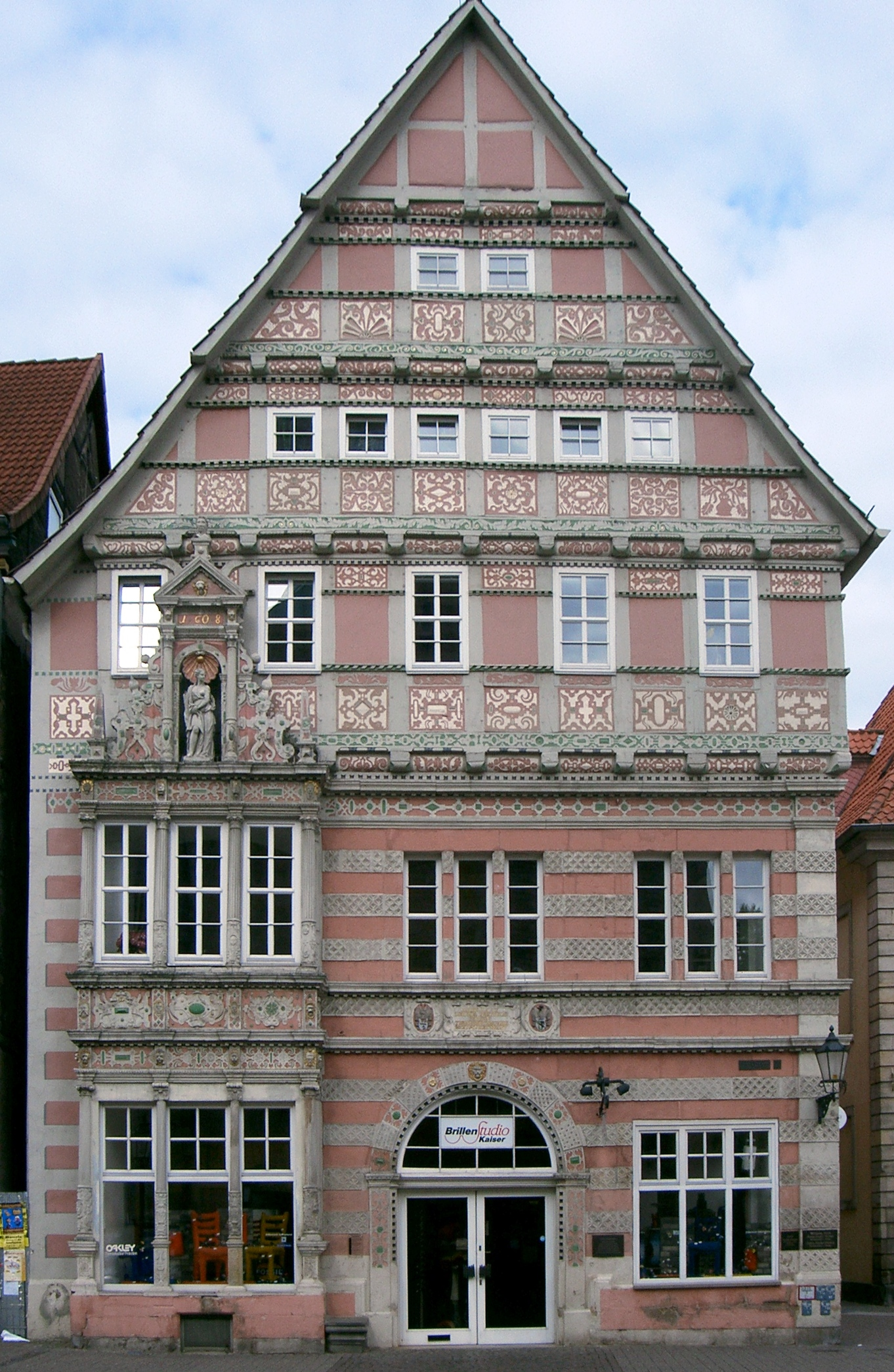
Dempterhaus (1607–1608)
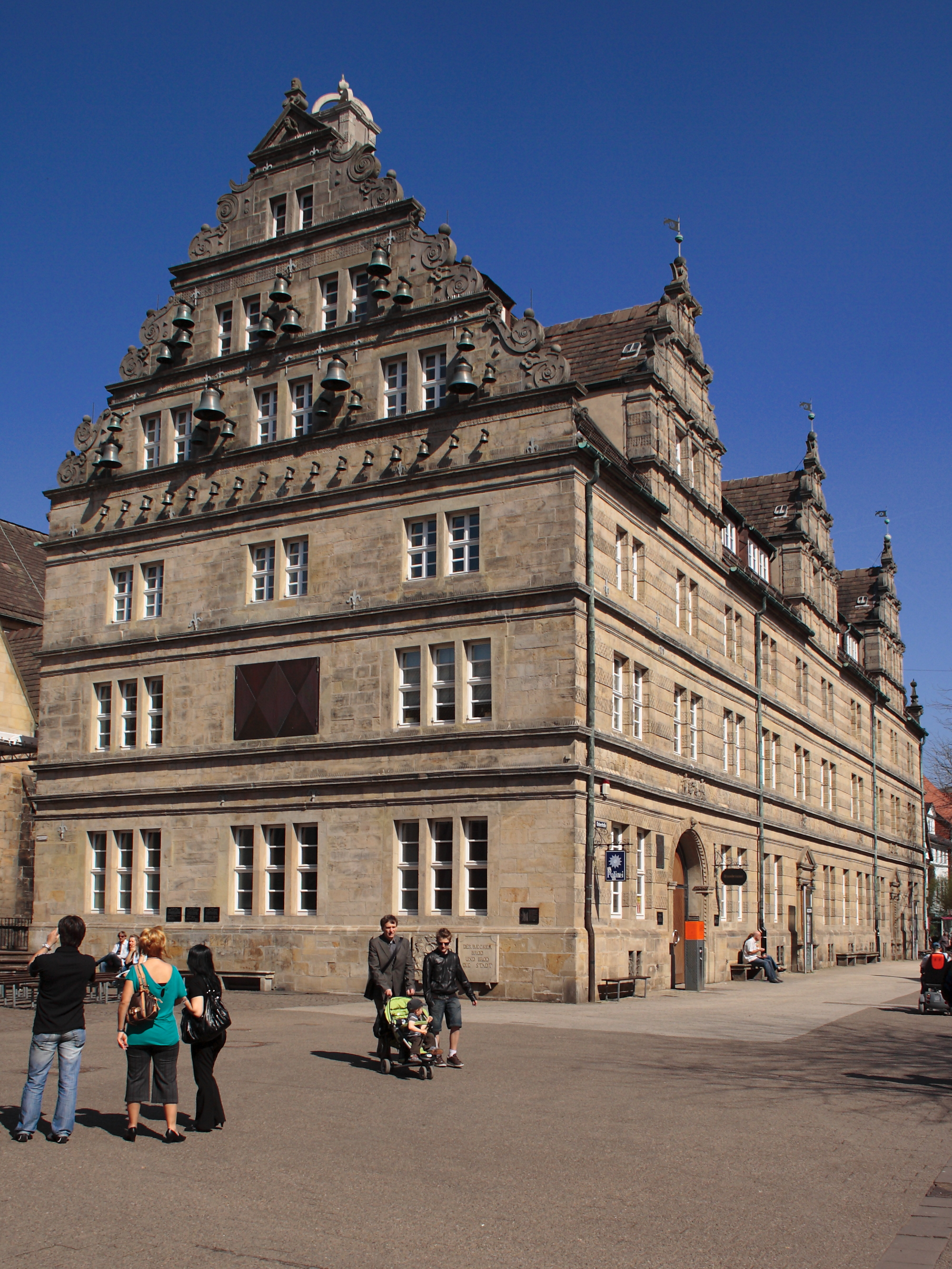
Hochzeitshaus (1610–1617)
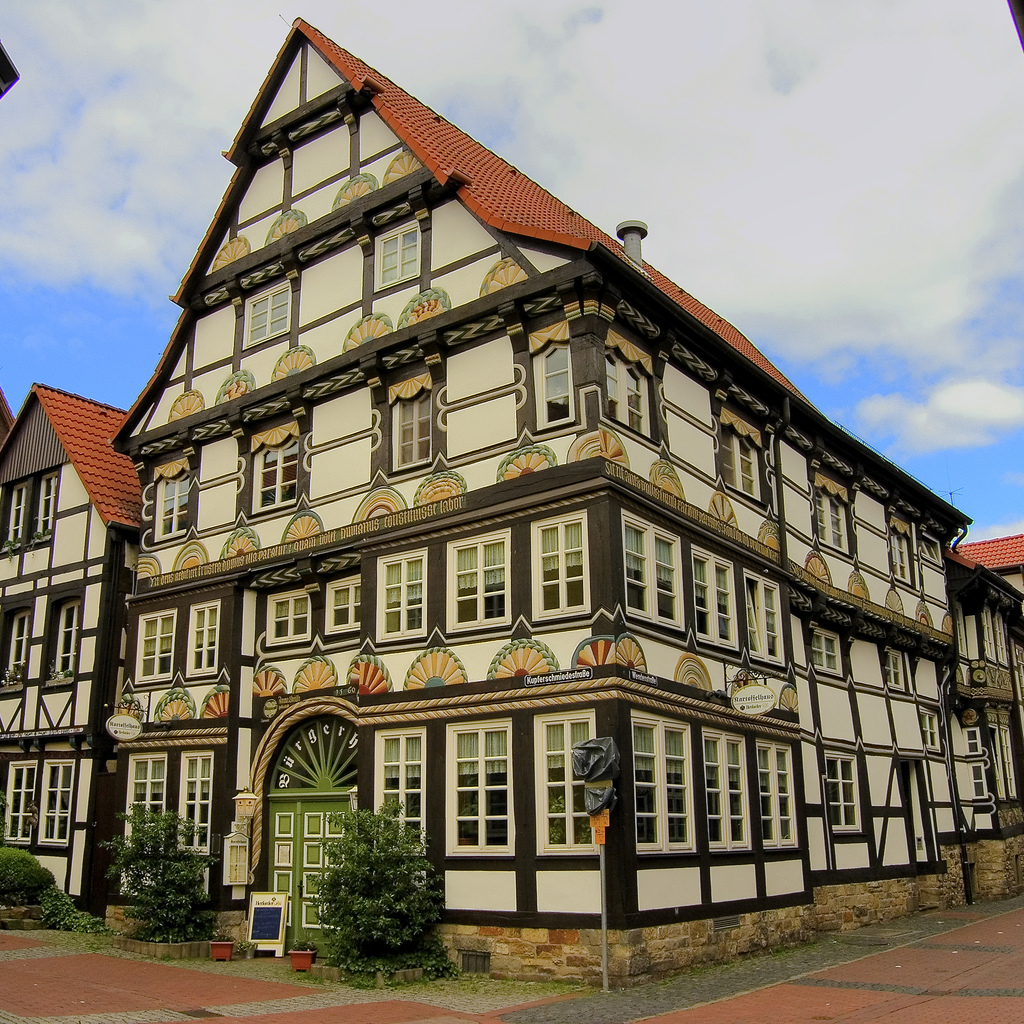
Bürgerhus (1560)
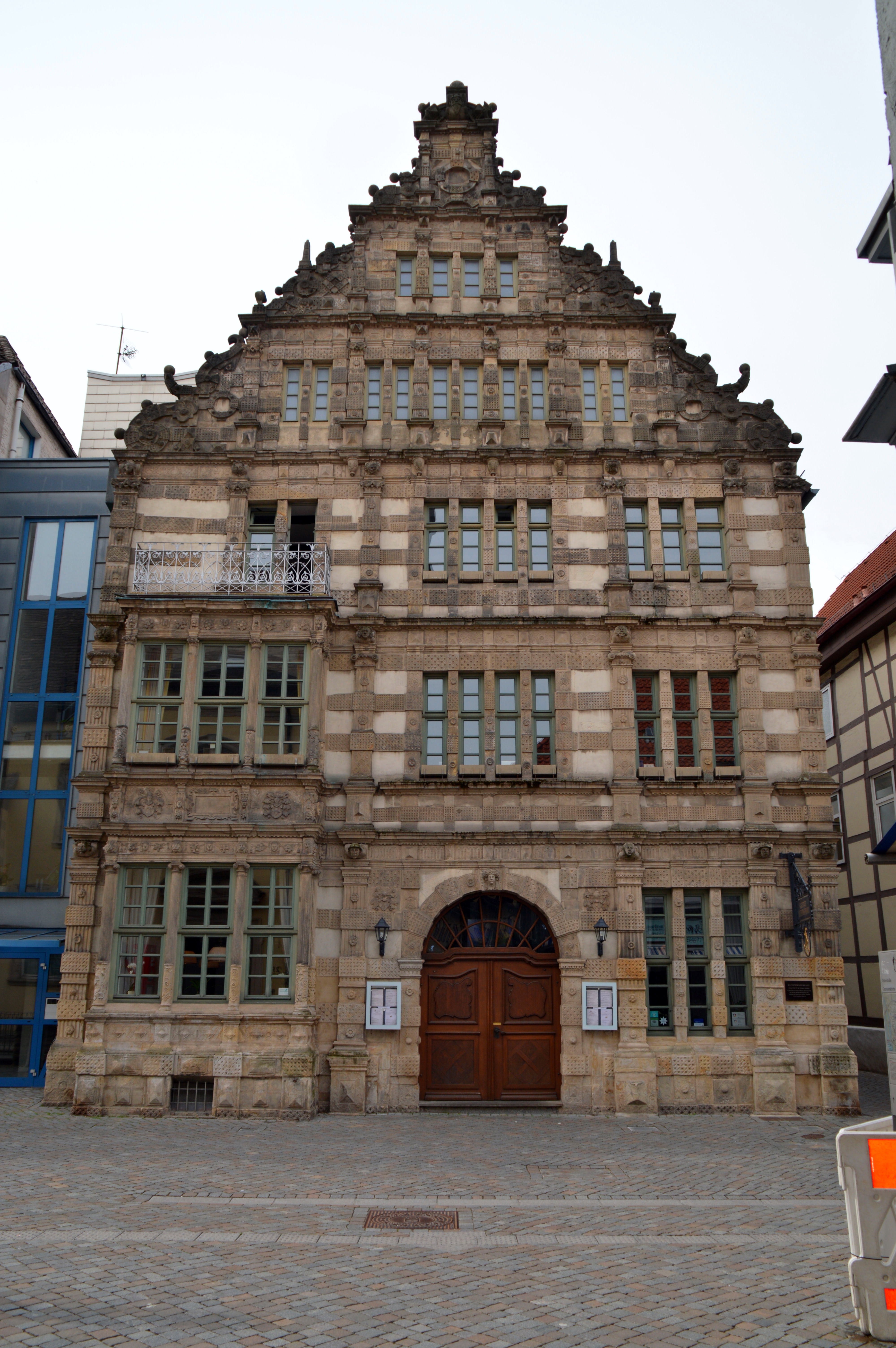
Rattenfängerhaus (Rattenvangershuis)

## Partnersteden
Er bestaan jumelages met:
- Quedlinburg, (Duitsland) (sedert 1990)
- Torbay (Verenigd Koninkrijk) (sedert 1973)
- Saint-Maur-des-Fossés (Frankrijk) (sedert 1968)
- Kalwaria Zebrzydowska (Polen) (sedert 2001)

## Belangrijke personen in relatie tot de gemeente

### Geboren
- Sint-Vicelinus (ook: Vicelin, Wissel, Witzel, Vizelin; * rond 1090 in Hamelen; † 12 december 1154 in Neumünster), bisschop van Oldenburg in Holstein, theoloog, priester en missionaris onder de Oost-Holsteinse Slaven. Hij wordt als heilige vereerd in de Rooms-Katholieke Kerk.
- Karl Philipp Moritz (* 15 september 1756; † 26 juni 1793 in Berlijn), schrijver van de Sturm und Drang-beweging, sloeg evenals Goethe later andere literaire richtingen in; hij was een theoretisch  estheet, en hij was bevriend met Johann Wolfgang von Goethe.
- Heinrich Bürger (ook: Heinrich Burger) (* 29 februari 1804[13] – Indramajoe (Java) 25 maart 1858), van geboorte Duits natuuronderzoeker in Nederlandse overheidsdienst. Hij was tevens ondernemer. Hij hield zich onder andere bezig met de bestudering van de Japanse fauna en flora.
- Julius Wellhausen (* 17 mei 1844 – Göttingen, 7 januari 1918), protestantse theoloog en oriëntalist, die een blijvende invloed op het onderzoek naar het Oude Testament en vroeg-islamitische geschiedenis heeft gehad
- Elsa Sophia von Kamphoevener (* 14 juni 1878; † 27 juli 1963 in Marquartstein), Duits schrijfster, groeide op in Istanboel, vooral sedert 1951 bekend vanwege door haar bewerkte Turkse sprookjes en volksvertellingen; haar bekendste werk was: An Nachtfeuern der Karawan-Serail. Märchen und Geschichten alttürkischer Nomaden.
- Irmgard Flügge-Lotz (* 16 juli 1903; † 22 mei 1974 in Stanford, USA), wiskundige en belangrijk beoefenaarster van de wetenschap der aerodynamica, de eerste vrouwelijke professor in een technische discipline aan de Stanford-universiteit.
- Angela Kane, (* 29 september 1948 als Angela Uther), van 2012-2015 hoge vertegenwoordiger van de VN voor ontwapeningsaangelegenheden en voormalig vice-secretaris-generaal van de VN voor management; directrice van de DAG;[14] onderscheiden met de Dag-Hammarskjöld-Eremedaille.[15]
- Felicitas Hoppe (* 22 december 1960), schrijfster, o.a. van Paradijzen,Overzee (2003; Nederlandse vertaling 2005); in 2012 onderscheiden met de belangrijke Georg-Büchner-Preis.
- Markus Pieper (* 15 mei 1963), politicus en lid van het Europees Parlement voor de Christlich Demokratische Union (CDU).
- Axel Voss (* 7 april 1963), politicus en sinds 2009 lid van het Europees Parlement in de fractie van de CDU, deel van de Europese Volkspartij.
- Max Richter (* 22 maart 1966), Brits  componist van op de klassieke muziek gebaseerde muziekstukken en van filmmuziek, o.a. voor de bekroonde films Vals Im Bashir (2008) en Lore (2012).
- Jens Todt (* 5 januari 1970 ) profvoetballer; speelde met SC Freiburg, SV Werder Bremen en VfB Stuttgart tussen 1991 en 2002 regelmatig in de eerste Bundesliga; tussen 1994 en 1996 was hij driemaal Duits international.

### Overleden
- Tobias von Dempter (* 15 juni 1583 in Hildesheim; † 24 maart 1657):[16] Tobias was burgemeester van Hamelen van 1629 tot 1644.
- Friedrich Sertürner (* te Neuhaus gem. Paderborn, 19 juni 1783; † in het Hochzeitshaus, 20 februari 1841) was een lange tijd te Hamelen gevestigd apotheker, die in 1805 morfine ontdekte. In het Hochzeitshaus had hij zijn apotheek.
- Irma Grese (* te Wrechen, 7 oktober 1923; † 13 december 1945, door de geallieerden geëxecuteerd), leidinggevende SS-concentratiekampbewaakster

### Overigen
- Dimitrij Ovtcharov (Kiev, 2 september 1988) is een Duitse tafeltennisser van Oekraïense oorsprong. Hij woonde en speelde vanaf 1992 lange tijd (ten minste 12 jaar) in Tündern, gemeente Hamelen.

Andere hanzen: Vlaamse Hanze van Londen · Hanze der XVII steden
Aerzen · 
Bad Münder am Deister · 
Bad Pyrmont · 
Coppenbrügge · 
Emmerthal · 
Hamelen · 
Hessisch Oldendorf · 
Salzhemmendorf
- Bibliothèque nationale de France: cb11999888b (data)
- Gemeinsame Normdatei: 4023145-8
- Library of Congress Control Number: n82038020
- MusicBrainz: 163074df-66ba-4c99-8627-1a61592699a5
- Bibliotheek van het Japanse parlement: 00628939
- Nationale Bibliotheek van Tsjechië: ge550247
- Nationale Bibliotheek van Israël: 987007559732105171
- Virtual International Authority File: 168842202
- WorldCat: E39PBJkp7yvhDJGVcVMYH99xDq